# Syrmadaula
Syrmadaula é um gênero de traça pertencente à família Agonoxenidae.